# Trimm-dich-Bewegung

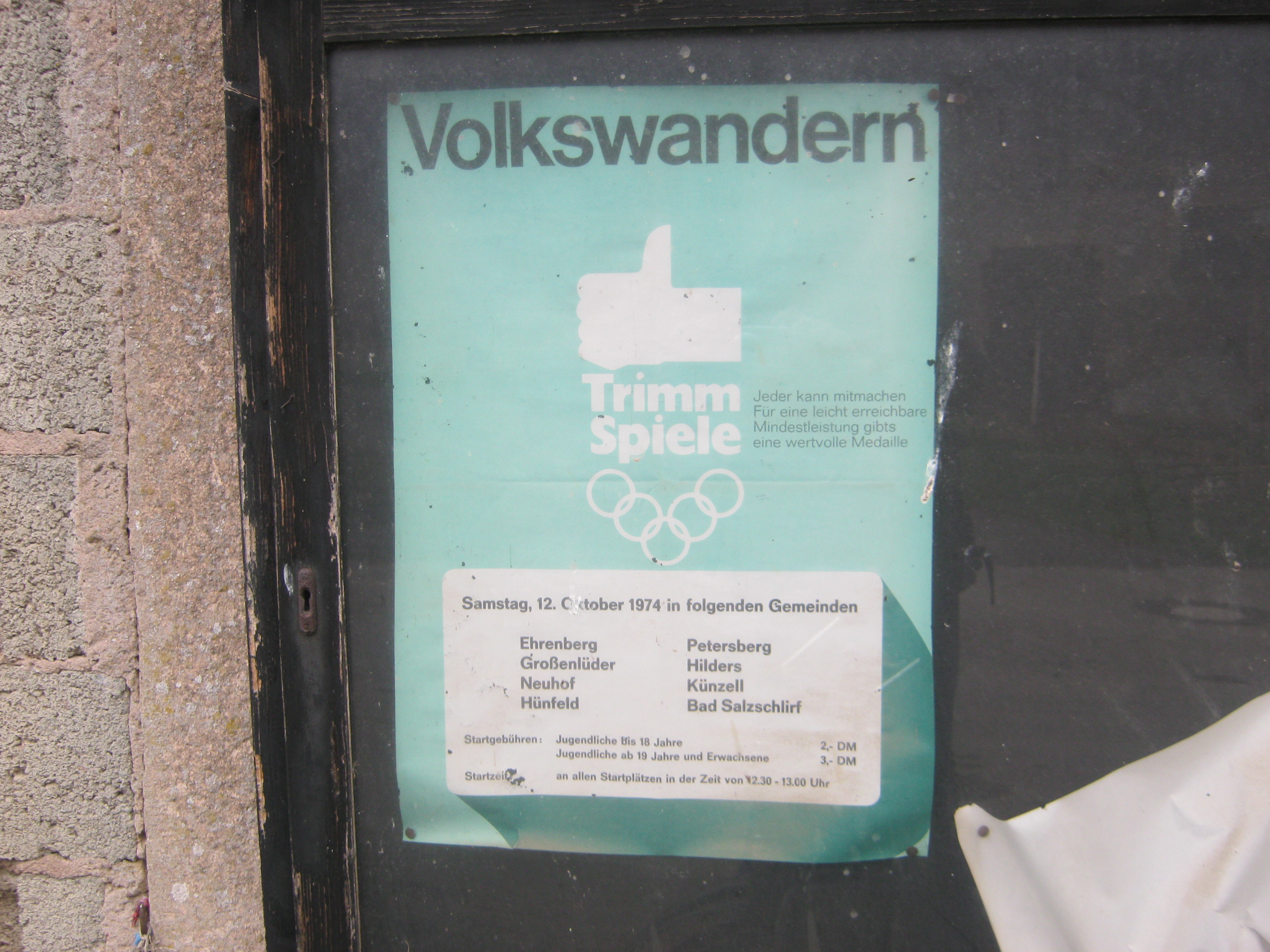
Einladungsplakat (1974)

Die Trimm-dich-Bewegung war eine Fitness- und Gesundheitsbewegung in Deutschland, die durch Kampagnen des Deutschen Sportbundes in den 1970er und 1980er Jahren getragen wurde. Sie gilt als Vorläufer des heutigen Fitness-Booms. Der Deutsche Sportbund verwendete die Schreibweise Trimm Dich mit großgeschriebenem Dich, was der damaligen Rechtschreibung entsprach.

## Geschichte

### Kampagnen 1970–1986
Der Deutsche Sportbund (DSB) startete die Trimm-dich-Bewegung am 16. März 1970 mit dem Slogan „Trimm Dich durch Sport“. Maßgebliche Initiatoren waren Jürgen Palm, langjähriger Geschäftsführer Breitensport des DSB, und der Sportmediziner Wildor Hollmann.
Der Deutsche Olympische Sportbund (DOSB), die Nachfolgeorganisation des DSB, betrachtet im Rückblick auf die Geschichte der Trimm-dich-Bewegung vor allem die Jahre 1970 bis 1986. In diesem Zeitraum gab es vier mehrjährige Kampagnen des DSB, die aufeinander aufbauten:
- 1970–1974 Motivationskampagne „Trimm Dich durch Sport“
- 1975–1978 Konditionskampagne „Ein Schlauer trimmt die Ausdauer“
- 1979–1982 Spielkampagne „Spiel mit – da spielt sich was ab“
- 1983–1986 Gesundheitskampagne „Trimming 130 – Bewegung ist die beste Medizin“ (mit diesem Motto wurde ein Puls von 130/Minute während der Ausdauerbelastung empfohlen)

Mit Unterstützung der Politik, von Krankenkassen und der Wirtschaft wurde dem Übergewicht und den zunehmenden Kreislauferkrankungen der Kampf angesagt. Zudem sollte die in der bundesdeutschen Wohlstandsgesellschaft durch das „Wirtschaftswunder“ stark gestiegene Zahl Herzinfarktgefährdeter durch sportliche Betätigung verringert werden. Auch medial wurde auf die Initiative aufmerksam gemacht, zum Beispiel liefen Werbespots mit dem Slogan „Ein Schlauer trimmt die Ausdauer“ im Fernsehen.
Mit den Olympischen Spielen 1972 erlebte die Trimm-dich-Bewegung einen Boom. 94 Prozent der Bevölkerung und sogar 99 Prozent aller Jugendlichen kannten die Trimm-dich-Aktion. Zahlreiche Städte und Gemeinden sprangen auf die Trimm-dich-Welle auf und richteten Trimm-dich-Pfade ein, nach dem Vorbild der Schweizer Vitaparcours. Einige Kommunen meinten irrtümlich, der DSB werde anschließend für die Wartung der Trimmpfade aufkommen. In den 1980er Jahren gab es ca. 1500 Trimm-dich-Anlagen in Deutschland.
Ein Bestandteil der Kampagne war die Trimm-Dich-Spirale. Auf der Teilnahmekarte waren 100 Felder als Spirale angeordnet. Aus einem Katalog von 35 sportlichen Tätigkeiten konnte man auswählen und nach Erfüllung jeweils ein Feld ausfüllen. Die sportlichen Tätigkeiten reichten von 5 Minuten Dauerlauf oder Konditionstraining über 15 Minuten Radfahren oder Fußball bis zu 60 Minuten Wandern oder Gartenarbeit. Wenn alle 100 Felder ausgefüllt waren, konnte man die Karte einsenden und erhielt gegen eine Gebühr eine Urkunde und eine Anstecknadel.

### Vereinskampagne
Im Zeitraum 1987–1994 folgte noch eine fünfte Trimm-dich-Kampagne des DSB: die Vereinskampagne „Gemeinsam aktiv – Im Verein ist Sport am schönsten“. Damit sollten die Menschen angeregt werden, sich Sportvereinen anzuschließen, um das Training mit einem motivierenden Gemeinschaftserlebnis verbinden zu können. Zugleich wurden die Sportvereine aufgefordert, sich für den Gedanken „Sport für alle“ zu engagieren und, auch im eigenen Interesse, ihre Angebote im Bereich Breitensport auszubauen. Eine Analyse aus dem Jahr 1983 hatte nämlich einen gewaltigen Nachholbedarf offengelegt: 95 % aller Vereine boten damals keinen Familiensport an, 89 % kein Mutter-Kind-Turnen, 90 % kein Jogging, Trimm-Trab oder Radwandern, 93 % keine Spielfeste oder Spieltreffs, 90 % keine allgemeine Gymnastik und kein Aerobic, etwa 95 % keinen Volkslauf oder Volkswettbewerbe. Die Vereinskampagne war vor allem in den ersten Jahren sehr erfolgreich. Die Vereine engagierten sich und bekamen regen Zulauf von neuen Mitgliedern.

### Weitere Entwicklung
Nach dem Ende der Trimm-dich-Kampagnen engagierte sich der DSB bzw. der DOSB weiterhin mit verschiedenen Kampagnen und Aktionen für den Breitensport und die Fitness der Bevölkerung.
Im Zuge neuer Modesportarten geriet die Trimm-dich-Bewegung allmählich in Vergessenheit. Während das Joggen als  Breitensport modern wurde, kamen Trimm-dich-Pfade aus der Mode. Dazu kam, dass viele Kommunen nicht die Mittel aufbringen wollten, um ihre Trimm-dich-Pfade instand zu halten. Bestehende Trimm-dich-Pfade wurden oftmals dem Verfall preisgegeben. Einige Trimm-dich-Pfade überlebten jedoch und können heute noch genutzt werden.
In den Jahren 2008 bis 2010 kam es durch eine Kooperation des DOSB mit der Molkerei Alois Müller zu einem Revival der Trimm-dich-Bewegung. Unter dem Motto „Müller bewegt Deutschland“  wurden in den drei Jahren jeweils vier deutsche Städte mit neuen Trimm-dich-Parcours ausgestattet, beginnend mit Münster, Duisburg, Leipzig und München. Außerdem entstanden mehr als 250 Trimmy-Kindergärten.
Von der Trimm-dich-Bewegung scheint bis auf einige Trimm-dich-Parcours wenig überlebt zu haben. Der Grundgedanke ist jedoch in der Bevölkerung allgemein bekannt: Ausdauertraining und körperliche Fitness sind für jedermann empfehlenswert. Fitnesstraining wird heute mehr als in den 1970er und 1980er Jahren betrieben, beispielsweise durch Jogging, Radfahren im Alltag oder Training im Fitnessstudio. Insofern ist die Trimm-dich-Bewegung bis heute erfolgreich geblieben. Heutzutage werden von Kommunen analog zu den damaligen Trimm-Dich-Geräten Calisthenics-Geräte aufgestellt – oft angegliedert an einen Kinderspielplatz.

## Trimmy

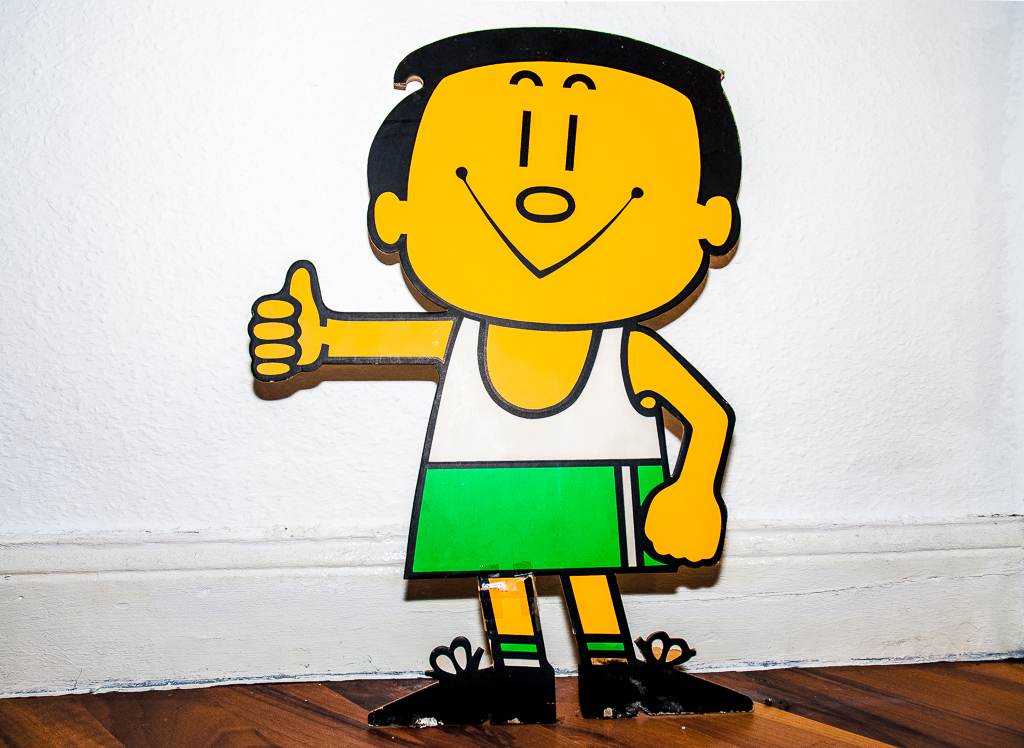
Trimmy, das Maskottchen der Trimm-dich-Bewegung, heute das Maskottchen des DOSB. Hier als Pappaufsteller aus den 1980er Jahren.

Trimmy, ein freundliches Männchen mit hochgerecktem Daumen, war das Maskottchen der Trimm-dich-Kampagnen des DSB und ist heute das Maskottchen des Deutschen Olympischen Sportbundes (DOSB). Gezeichnet wurde das Maskottchen in den Originalversionen von Dieter Sihler, der Trimmy so beschrieb: „Er ist kein Supermann und kein Held, ein ganz durchschnittlicher, kleiner, schmächtiger und unscheinbarer Bursche.“ Die Symbolfigur erreichte in den 70er Jahren schnell eine Bekanntheit von rund 90 Prozent. Trimmy sollte Bürger aller Altersgruppen mit Botschaften wie „Lauf mal wieder“, „Schwimm mal wieder“ und „Fahr mal wieder Rad“ zu mehr Bewegung im Alltag animieren.
Das Maskottchen wurde am 16. März 1970 eingeführt. Schon im ersten Jahr gab es zahlreiche schwarz-weiße und farbige Versionen von Trimmy, unter anderem als Läufer, Radfahrer, Wanderer, als Tischtennis-, Federball- oder Hockeyspieler, mit Fußball, Hanteln oder Golfschläger, mit Badehose, mit Schwimmflossen an den Füßen, auf Skiern und auf Schlittschuhen. In den heute aktuellen Grafik-Versionen, die Sportverbände, Sportvereine und DOSB-Partner nutzen können, trägt Trimmy als DOSB-Maskottchen stets den Schriftzug „DOSB“ auf der Brust.